# HTML5
HTML5 er et såkaldt "markup language" til at strukturere og præsentere indhold på World Wide Web og er en vigtig internet-teknologi.
Det er femte version af HTML-standarden og blev offentliggjort i oktober 2014. Den første version blev lavet i 1990 og standardiseret som HTML4 i 1997. Et af HTML5s mål er at mindske behovet for proprietære plug-in-baserede rich internet application (RIA)-teknologier såsom Adobe Flash, Microsoft Silverlight, Apache Pivot og Sun JavaFX.

## W3C standardiseringsproces
Web Hypertext Application Technology Working Group (WHATWG) startede arbejdet på specifkationerne i juni 2004 under navnet Web Applications 1.0.
 Siden marts 2010 er specifikationerne nået til Draft Standard-status ved WHATWG – og Working Draft-status ved W3C. Ian Hickson fra Google er HTML5-redaktør.
HTML5-specifikation blev vedtaget som udgangspunkt for arbejdet i den nye HTML-arbejdsgruppe af World Wide Web Consortium (W3C) i 2007. Denne arbejdsgruppe offentliggjorde First Public Working Draft til specifikationen den 22. januar 2008. 
Specifikationen er et igangværende arbejde og forventes at være det i mange år, selv om dele af HTML5 vil være færdige og implementeret i browsere, før hele specifikationen når endelig Recommendation status.
Ifølge W3C's tidsplan forventes det, at HTML5 vil nå W3C Recommendation i slutningen af 2010. Imidlertid blev First Public Working Drafts færdiggørelse overskredet med 8 måneder og Last Call og Candidate Recommendation forventedes nået i 2008, men i april 2010 er HTML5 stadig ved Working Draft-milepælen i W3C. 
HTML5 har været ved Last Call i WHATWG siden oktober 2009.
Ian Hickson, redaktør af HTML5 specifikationen, forventer at specifikationen når W3C Candidate Recommendation milepælen i 2012 – og W3C Recommendation i år 2022 eller senere. 
Mange dele af specifikationen er dog stabile og kan blive implementeret i slutprodukter:

## Tags
HTML5 indfører et væld af nye elementer og attributter, som afspejler typisk brug af moderne websider. Nogle af dem er semantiske erstatninger for fælles brug af kasser (<div>) og tilpasningselementer (<span>), for eksempel <nav> (oversigtsområde) og <footer> (henviser sædvanligvis til bunden af en hjemmeside eller til de sidste linjer af HTML-koden). Andre elementer giver ny funktionalitet via en standardiseret grænseflade, som <audio>- og <video>-elementer.
Nogle forældede elementer fra HTML 4.01 er blevet fjernet, herunder rene formateringselementer som <font> og <center>, hvis formatering kan opnås ved hjælp af formateringssproget Cascading Style Sheets. Der er også en fornyet fremhævning på betydningen af DOM-kode i sideopførslen.
HTML5-syntaksen er ikke længere baseret på SGML på trods af ligheden med dets opmærkning. HTML5 er dog designet til at være bagudkompatibel og inkl. fælles parsing af ældre versioner af HTML. HTML5 kommer med en ny startlinje, som ligner den gamle erklæring af sidetypen ("SGML document type declaration"), <!DOCTYPE html>. Denne angiver opsætningen brugt på hjemmesiden for alle browsere, som anvender "DOCTYPE"-mærkningen.
HTML5 indeholder også Web Forms 2.0, en anden WHATWG-specifikation.

## Nye grænseflader
Foruden at uddybe opmærkningen af HTML5, beskrives også nye grænseflader til script-programmering (application programming interfaces" -API). Eksisterende grænseflader for modelleringsværktøjet "Document Object Model" (DOM) bliver udvidet og de facto-funktioner dokumenteret. Der er også andre nye grænseflader såsom:
- Lærredopsætning til umiddelbar 2D-tegning (immediate mode)[12]
- Afspilning af video
- Lokal lagerdatabase
- Dokumentredigering
- Træk-og-slip
- Krydsbeskeder mellem dokumenter
- Håndtering af browserhistorik
- Registrering af MIME-typer og protokolbehandlere.

Nogle af de nye funktioner er blevet en del af HTML5, primært fordi der ikke er nogle frivillige til at opdele HTML5 og vedligeholde separate beskrivelser af disse funktioner.

## Forskelle fra HTML 4.01 og XHTML 1.x
Følgende er en overfladisk liste over forskelle og nogle eksempler:
- Nye parse-regler: Vinklet mod fleksibel kodeanalyse og kompatibilitet; ikke baseret på SGML
- Mulighed for at anvende SVG og MathML i text/html
- Nye elementer: article, aside, audio, canvas, command, datalist, details, embed, figcaption, figure, footer, header, hgroup, keygen, mark, meter, nav, output, progress, rp, rt, ruby, section, source, summary, time, video
- Nye typer af formularstyring: datoer og tider, email, url, search
- Nye attributter: ping (ved a og area), charset (ved meta), async (on script)
- Globale attributter (som kan anvendes i alle elementer): id, tabindex, hidden, data-* (custom data attributes)
- Formularer vil også få understøttelse af PUT- og DELETE-metoder i stedet for kun GET og POST (se Representational State Transfer for flere anvendelseseksempler)
- Forældede elementer fjernes: acronym, applet, basefont, big, center, dir, font, frame, frameset, isindex, noframes, s, strike, tt, u

## Fejlhåndtering
En HTML5-browser (text/html) vil være fleksibel ved håndtering af forkert syntaks. HTML5 er blevet designet således at ældre browsere roligt kan ignorere nye HTML5-funktioner. I modsætning til HTML 4.01 giver HTML5-beskrivelserne detaljerede regler for indlæsning og analyse af siderne, med hensigten at forskellige browsere vil kunne give samme resultat i tilfælde af fejlagtig syntaks.